# Guido De Padt
Guido De Padt (Geraardsbergen, 23 mei 1954) is een voormalig Belgisch politicus voor Open Vld.

## Levensloop

### Jeugd
Hij is de zoon van Maurice De Padt, voormalig burgemeester van Viane en senator. Hij liep school in het Koninklijk Atheneum van Halle, alwaar hij afstudeerde in de Latijn-wetenschappen. Vervolgens studeerde hij aan de Vrije Universiteit Brussel (VUB) alwaar hij in 1977 het diploma licentiaat in de rechten behaalde. Na zijn legerdienst was hij jarenlang advocaat. In 2001 stopte hij zijn praktijk om zich volledig op zijn politieke loopbaan te concentreren.

### Politieke carrière
Voor de toenmalige PVV werd hij in oktober 1982 verkozen tot gemeenteraadslid van Geraardsbergen. De Padt was er van januari 1983 tot oktober 1994 schepen, van 1983 tot 1988 voor Sport, Sociale Zaken en Middenstand en van 1989 tot 1994 voor Openbare Werken. Ook was hij voor de PVV en daarna de VLD van oktober 1985 tot juni 2003 provincieraadslid van Oost-Vlaanderen. In oktober 1994 verliet De Padt tijdelijk de lokale politiek van Geraardsbergen om gedeputeerde te worden van de provincie, een ambt dat hij tot eind 2000 bekleedde. Hij werd toen opnieuw gemeenteraadslid in Geraardsbergen en was van januari 2001 tot december 2006 burgemeester van de gemeente. Van januari 2007 tot december 2011 was hij vervolgens schepen van cultuur, toerisme, bibliotheek, archief en erfgoed en OCMW-voorzitter van de gemeente, een mandaat dat in de periode 2008-2009 onderbroken werd door zijn ministerschap.
Van mei 2003 tot december 2008 was hij tevens lid van de Kamer van volksvertegenwoordigers, waar hij deel uitmaakte van de Commissie voor infrastructuur, verkeer en overheidsbedrijven (als vast lid) en van de Commissie voor sociale zaken (als plaatsvervanger). Ook was hij van 2003 tot 2007 plaatsvervangend lid en van 2007 tot 2008 volwaardig lid van de Parlementaire Assemblee van de Organisatie voor Veiligheid en Samenwerking in Europa.
In december 2008 werd Guido De Padt minister van Binnenlandse Zaken in de Regering-Van Rompuy, waarbij hij Patrick Dewael opvolgde. In juli 2009 werd hij vervangen door Annemie Turtelboom. De Padt was vanaf dan regeringscommissaris bevoegd voor audit van overheidsbedrijven. Hij vervulde deze functie in de regering-Van Rompuy en de regering-Leterme II, tot aan zijn eedaflegging als senator in juli 2010. Dit bleek echter niet te mogen volgens artikel 5 van een wet van 6 augustus 1931 die stelde dat leden van Kamer en Senaat tot een jaar na afloop van hun mandaat niet benoemd mochten worden in door de staat betaalde functies.
In juli 2010 werd hij voor zijn partij gecoöpteerd in de Senaat, nadat hij bij de verkiezingen van juni niet meer verkozen raakte. Hij stond op de vierde plaats op de senaatslijst en behaalde 46.935 naamstemmen. Het zou om een gedeeld mandaat gaan met Hilde Vautmans, zij zou begin 2013 de plaats innemen van De Padt die zich vanaf dan weer volledig wil toeleggen op zijn stad Geraardsbergen. De wissel vond echter niet plaats en De Padt bleef gecoöpteerd senator tot in 2014 en was in de Senaat actief in de commissies voor Sociale Aangelegenheden en Binnenlandse Zaken en Administratieve Aangelegenheden. Bij de verkiezingen van mei 2014 was hij geen kandidaat meer, waarmee zijn nationale politieke loopbaan eindigde.

### Opnieuw burgemeester
In 2011 kwam hij in de media door het voorstel te lanceren om bij criminele feiten de etniciteit van verdachten te registreren. Partijgenoot en huidig minister van Justitie Annemie Turtelboom verklaarde het voorstel genegen te zijn en de wettelijkheid en opportuniteit van de etnische registratie te onderzoeken in een werkgroep.
In december 2011 werd De Padt opnieuw burgemeester van Geraardsbergen in opvolging van Freddy De Chou (sp.a). De Chou nam wegens persoonlijke redenen na elf jaar burgemeesterschap ontslag. De lokale CD&V- en Open Vld-afdelingen bereikten een akkoord over het burgemeesterschap van De Padt, met een wisselmeerderheid werd zijn voordrachtsakte bij de gouverneur geregeld. Op 30 december 2011 legde De Padt de eed af als burgemeester van Geraardsbergen.
Een van zijn eerste beleidsdaden als burgemeester was - tezamen met de andere burgemeester van de politiezone Geraardsbergen-Lierde - de invoering van automatische nummerplaatherkenning voor de opsporing van misdrijven.
In 2012 riep hij zijn schepencollege op om de Ronde van Vlaanderen te laten voor wat ze was, naar aanleiding van de beslissing van Wouter Vandenhaute een jaar eerder om de Muur van Geraardsbergen niet langer in de koers op te nemen. Bij de lokale verkiezingen van 2012 was hij lijsttrekker te Geraardsbergen. Hij slaagde erin zijn partij naar de overwinning te loodsen (Open Vld steeg tot 34%) en De Padt behaalde een persoonlijke score van 5803 voorkeurstemmen (dit komt overeen met 25,8% van het totale aantal). Na de verkiezingen maakte hij bekend de sp.a - die drie legislaturen coalitiepartner was - te ruilen voor de CD&V. Deze nieuwe coalitie had een nipte meerderheid van twee zetels. Na de gemeenteraadsverkiezingen van 2018 bleef De Padt burgemeester van Geraardsbergen en zette hij de coalitie met CD&V verder.
Eind oktober 2023 legde hij om medische redenen zijn ambt als burgemeester vroegtijdig neer, net als zijn functie als gemeenteraadslid. Er werd alzheimer bij hem vastgesteld.
Hij is gescheiden en heeft drie kinderen. Zijn dochter Caroline De Padt was eveneens politiek actief.